# Franco Rota
Franco P. Rota (* 14. September 1955 in Schwäbisch Gmünd) ist ein Journalist, Kommunikationswissenschaftler und Hochschullehrer.

## Leben
Rota studierte von 1975 bis 1982 Politikwissenschaften, Kommunikationswissenschaften und Soziologie an den Universitäten in Stuttgart, Bordeaux und München und erlangte zunächst den Magistergrad. Schon während seines Studiums arbeitete er als Journalist. 1984 erfolgte in München die Promotion zum Dr. phil. mit der Arbeit Neorealismus, Evolution und Umwelt.
Journalistisch arbeitete Rota unter anderem bei der Bild-Zeitung in den Redaktionen Stuttgart (1978–79) und München (1979–83) als Reporter und Kolumnist, später als freier Reporter in der aktuellen Berichterstattung beim Bayerischen Fernsehen für die Nachrichtensendungen Rundschau, Bayernstudio (München) und auch die ARD Tagesschau (1985–86). Als Chefredakteur des PR-Magazins Unternehmensprofil (Starnberg/Ambach) wechselte er erstmals in den Bereich Public Relations und Corporate Publishing. Zwischen 1993 und 1994 war Rota Leiter des Ressorts Wirtschaft bei der Bunte unter dem damaligen Chefredakteur Franz Josef Wagner.
Nachdem Rota zunächst weiter journalistisch und als Berater tätig gewesen war, folgten von 1986 bis 2000 diverse Lehraufträge im Bereich Politik- und Kommunikationswissenschaften an der Ludwig-Maximilians-Universität München sowie der Hochschule für Politik München. Seit 1996 hat Rota eine Professur für Kommunikationstheorie, Gesellschaft, Politik und Neue Medien sowie Informationsorientierte Werbung an der Hochschule der Medien Stuttgart inne. Seit 2006 ist er zudem Prorektor der Hochschule und mit dem Ressort Hochschulmarketing betraut. 

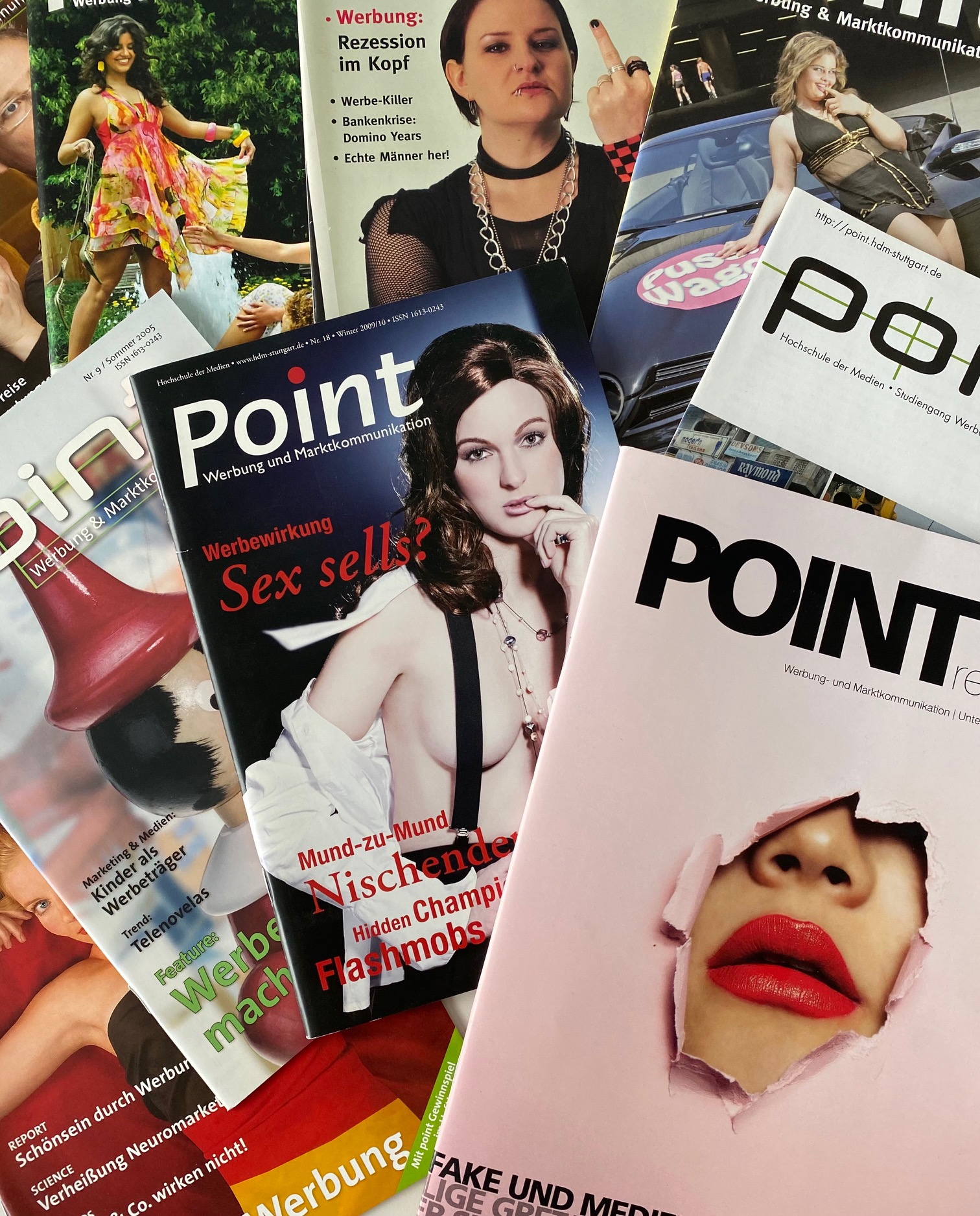
Studiengangsmagazin Point 2000–2010 und 2019

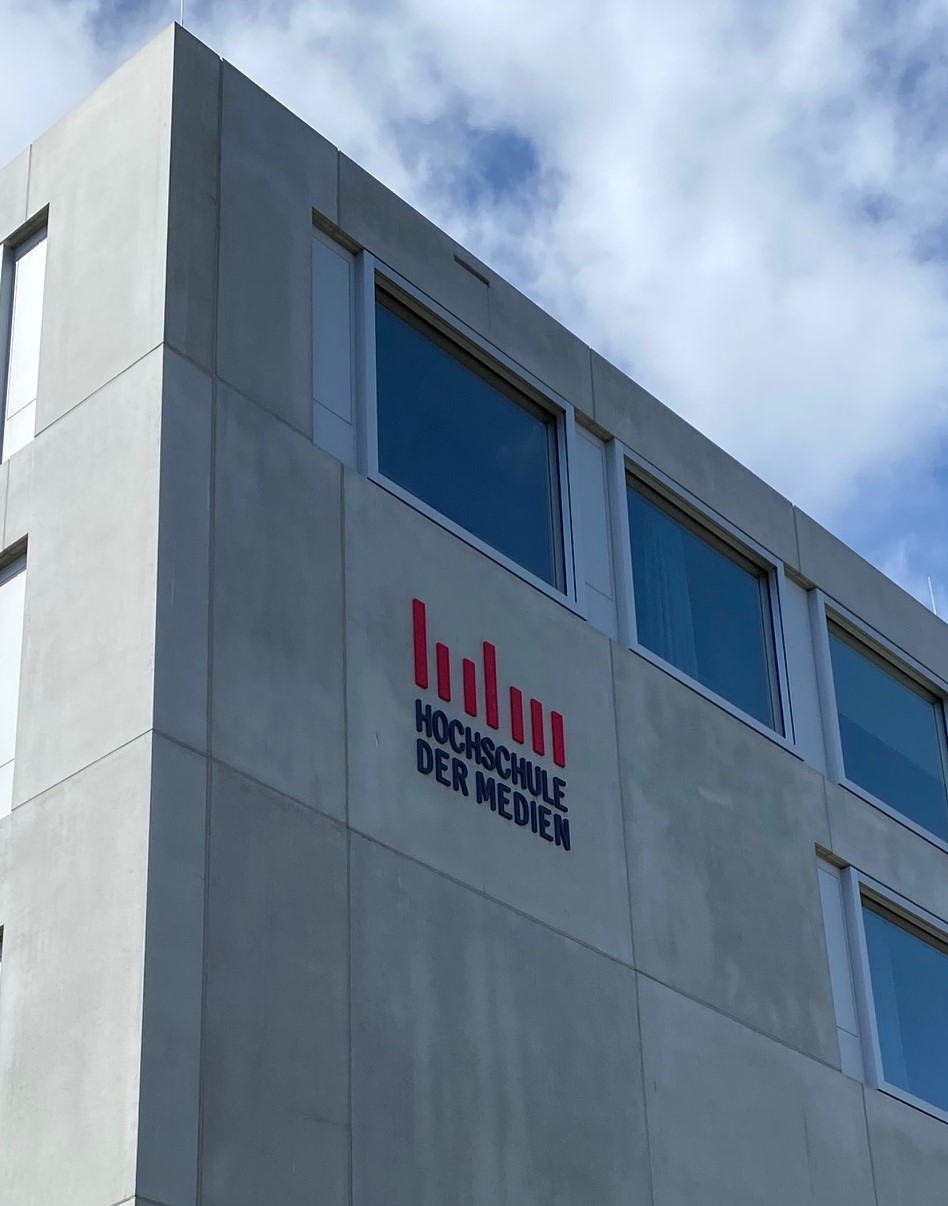
HdM Logo an der Nobelstraße 10 a (Würfelbau)

Während seiner Amtszeit machte Rota aus der Hochschule der Medien eine Marke, 2017 führte er das neue Logo der HdM als Ergebnis eines kooperativen Entwicklungsprozesses mit Studierenden und einer externen Designagentur ein. Es ist eine Wort-Bild-Marke, in der das Bild, also die roten Balken, in ihren Abständen und Längen die Kleinbuchstaben h d m (Hochschule der Medien) repräsentieren. Der von Rota entwickelte Slogan der Hochschule "Studieren, Wissen, Machen" wurde ebenfalls 2017 eingeführt und ist neben dem Corporate Design in Schriftarten und Farbgebung ein Teil der Branding-Strategie der Hochschule geworden, die neben Printmedien und -unterlagen auch einen Hochschulfilm mit Storyline und andere Videoprojekte umfasste. Im Studiengang Werbung und Marktkommunikation war Rota zwischen 2000 und 2010 Herausgeber und Schlussredakteur des Studiengangmagazins Point, das er in Studienprojekten mit Studierenden realisierte und produzierte, zuletzt eine Sonderausgabe 2019.
Im Oktober 2020 zog sich Rota aus dem Rektorat der Hochschule zurück.
Zu den Lehr- und Forschungsschwerpunkten von Franco Rota zählen die Grundlagen der Kommunikation, Theorien der Kommunikationswissenschaften, Werbung und Marktkommunikation, Public Relations und Corporate Publishing.

## Publikationen (Auswahl)
- Menschen – Staaten – Umwelt: ethologisch- sozialwissenschaftliche Grundlagen und Skizzen internationaler Umweltpolitik. Minerva-Publikation, München 1986, ISBN 3-597-10261-1.
- Leitfaden zur internationalen Politik: eine Skizze zu Theorie und Praxis der politischen Entwicklung seit 1939. tuduv-Verlagsgesellschaft, München 1986, ISBN 3-88073-229-9.
- mit Peter Streitle: Studientips politische Wissenschaft, internationale Politik: ein Ratgeber zu Literatur, Recherchen, Arbeits- und Prüfungsstrategien. tuduv-Verlagsgesellschaft, München 1988, ISBN 3-88073-313-9.
- PR- und Medienarbeit im Unternehmen: Mittel, Möglichkeiten und Wege effizienter Öffentlichkeitsarbeit. Beck/dtv, München 1991, ISBN 3-406-35038-0.
- Informationsmittel des Unternehmens. Wege und Formen effizienter Marktinformation. Beck, München 1997, ISBN 3-406-41371-4.
- Hrsg. mit Wolfgang Fuchs: Lexikon Public Relations. 500 Begriffe zu Öffentlichkeitsarbeit, Markt- und Unternehmenskommunikation. Beck, München 2007, ISBN 978-3-406-56075-0.
- Hrsg. mit A. Schirle: Die Stärken von Print in der Marken- und Unternehmenskommunikation. Studie zur vergleichenden Werbewirkung von Print- und elektronischen Medien. Heidelberg Print Academy, Heidelberg/Stuttgart 2008.
- (Hrsg.) Quo vadis Modebranche? - Das Desinteresse der Modefirmen und ihrer Kunden am Thema Nachhaltigkeit. Projektstudie zum Thema Nachhaltigkeit in der Mode. Hochschulverlag der HdM, Stuttgart 2017, ISBN 978-3-945495-29-2.